# Monumento aos Descobrimentos

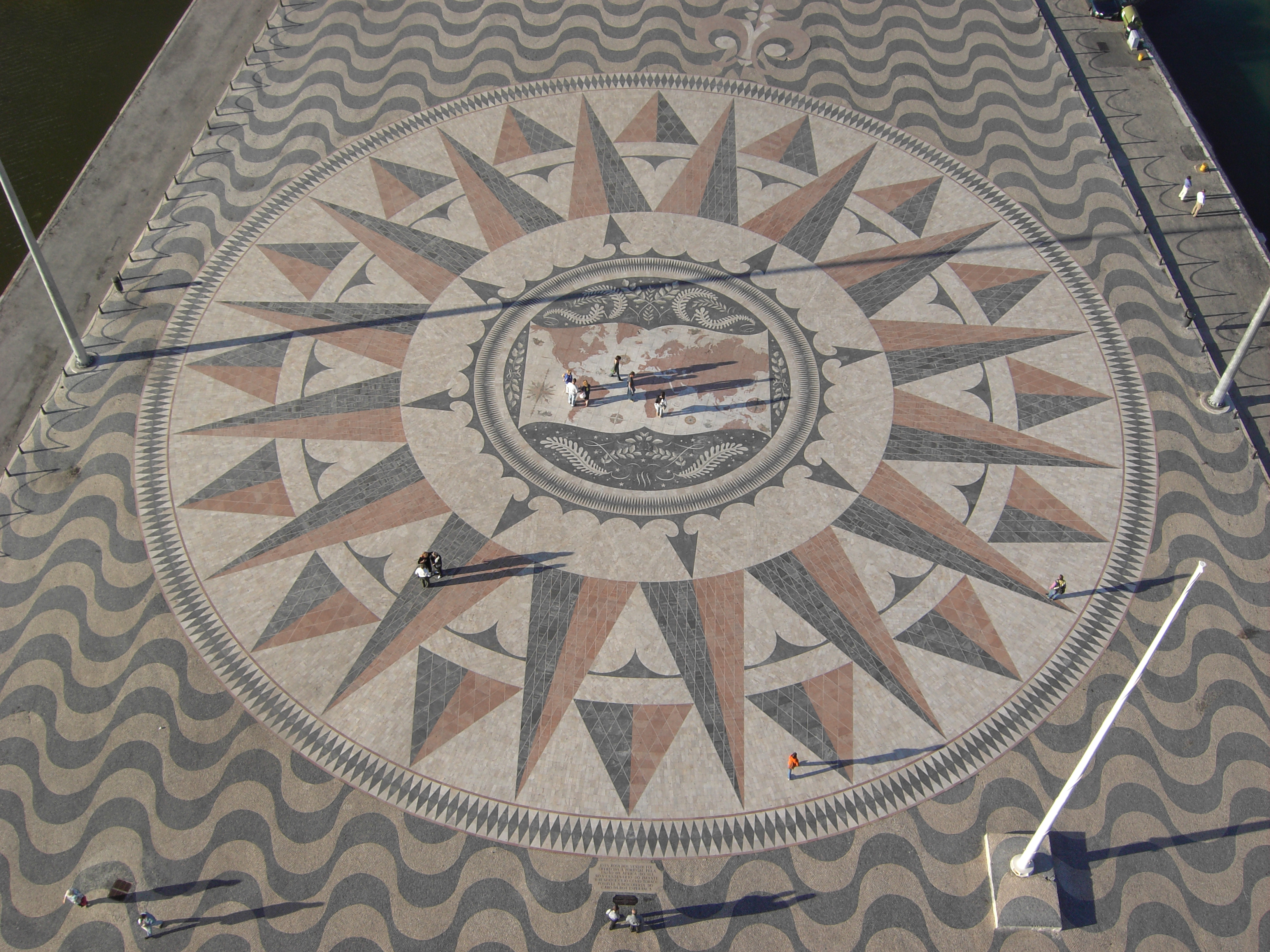
Rosa dels vents del monument

El Padrão dos Descobrimentos o Monumento aos Descobrimentos (‘Monument als descobriments’), és un monument construït el 1960, al marge del riu Tajo, a la freguesia de Belém (al municipi de Lisboa), per commemorar els 500 anys de la mort d'Enric el Navegant, rei de Portugal durant l'era de l'exploració.
Fou encarregat pel règim de Salazar. Té uns 52 metres d'alçada i celebra als mariners, patrons reials i tothom que varen participar en el desenvolupament de l'Era de l'Exploració. Els autors de l'obra són l'arquitecte José Ângelo Cottinelli Telmo i l'escultor Leopoldo de Almeida.
Va ser alçat per primera vegada l'any 1940, de manera efímera, com a part de l'Exposició del Món Portuguès. La construcció definitiva es remunta al 1960, moment de la celebració del 5è centenari de la mort d'Enric el Navegant.
El monument té forma de caravel·la amb l'escut de Portugal als costats i a l'esquena de la dinastia d'Avís sobre l'entrada. Enric el Navegant s'alça a la proa, amb una caravel·la a les mans. A les dues files descendents de cada costat del monument hi ha les estàtues dels herois portuguesos lligats a les exploracions (en portuguès descobrimentos, és a dir, descobriments) així com cartògrafs i reis famosos. Una de les estàtues representa un cartògraf català anomenat Jacomé de Mallorca que fou cridat per Enric el Navegant per divulgar els coneixements cartogràfics i de navegació a l'entorn de 1420 (sembla que no és Jafudà Cresques, perquè hi ha constància de que va morir el 1410 i per tant, les dates no quadren).
A més, al nord del monument hi ha una rosa dels vents de 50 metres de diàmetre dibuixada al sòl que va ser regalada per Sud-àfrica el 1960. El planisferi central, decorat amb dibuixos de galions i sirenes, té uns 14 metres i mostra les rutes dels exploradors del segle xv i xvi.
L'any 1985 es va remodelar l'interior  i s'hi va afegir un mirador, auditori i sales d'exposicions i es va transformar en Centre Cultural dels Descobriments.
El 28 de juny de 2023 es va publicar al Diário da República l'obertura del procés de classificació. de conjunt amb la rosa dels vents com a Monument Nacional.
S'hi organitzen sovint exposicions temporals i s'hi promou el debat al voltant dels temes colonials que invoca.

## Galeria d'imatges

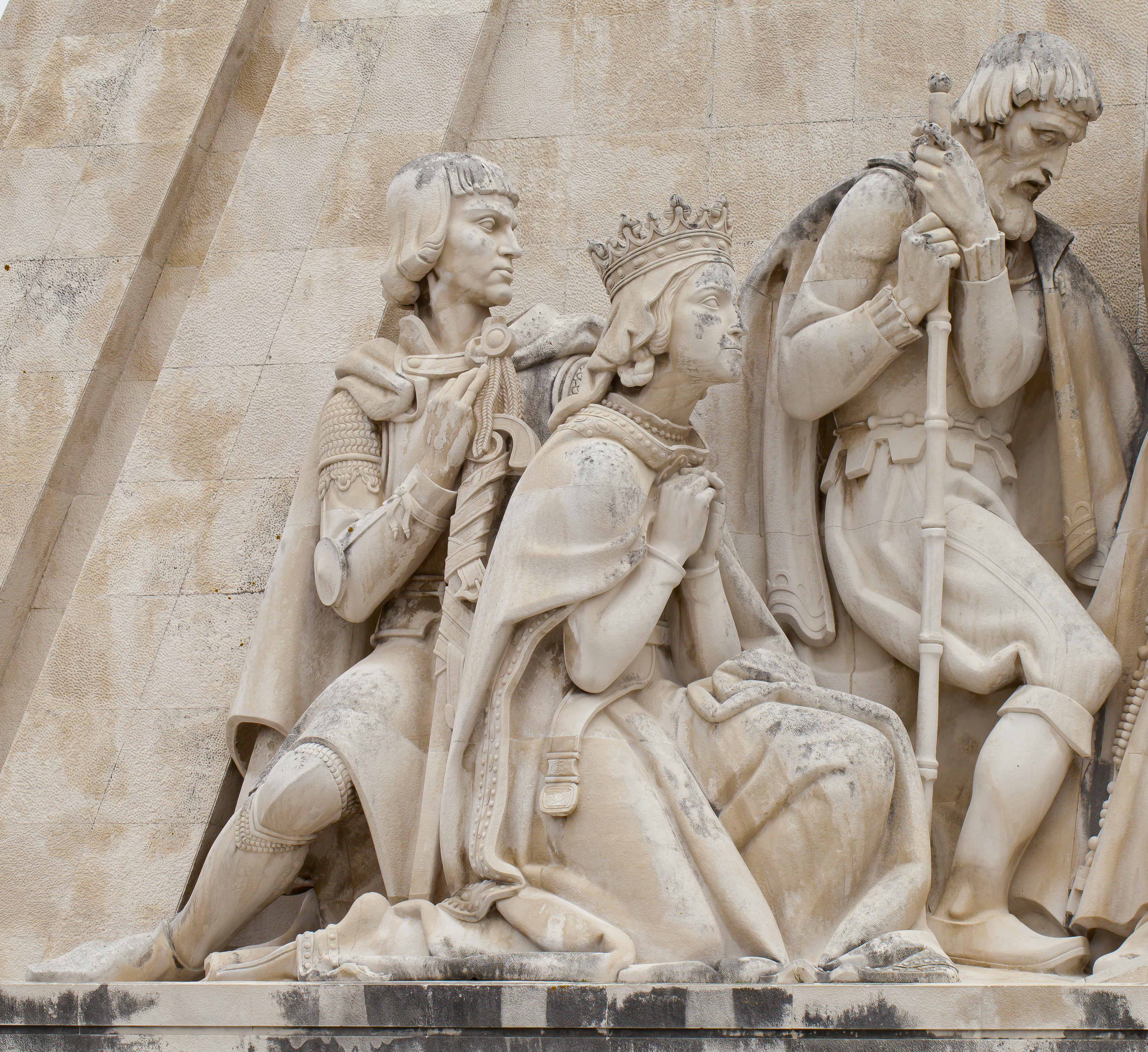
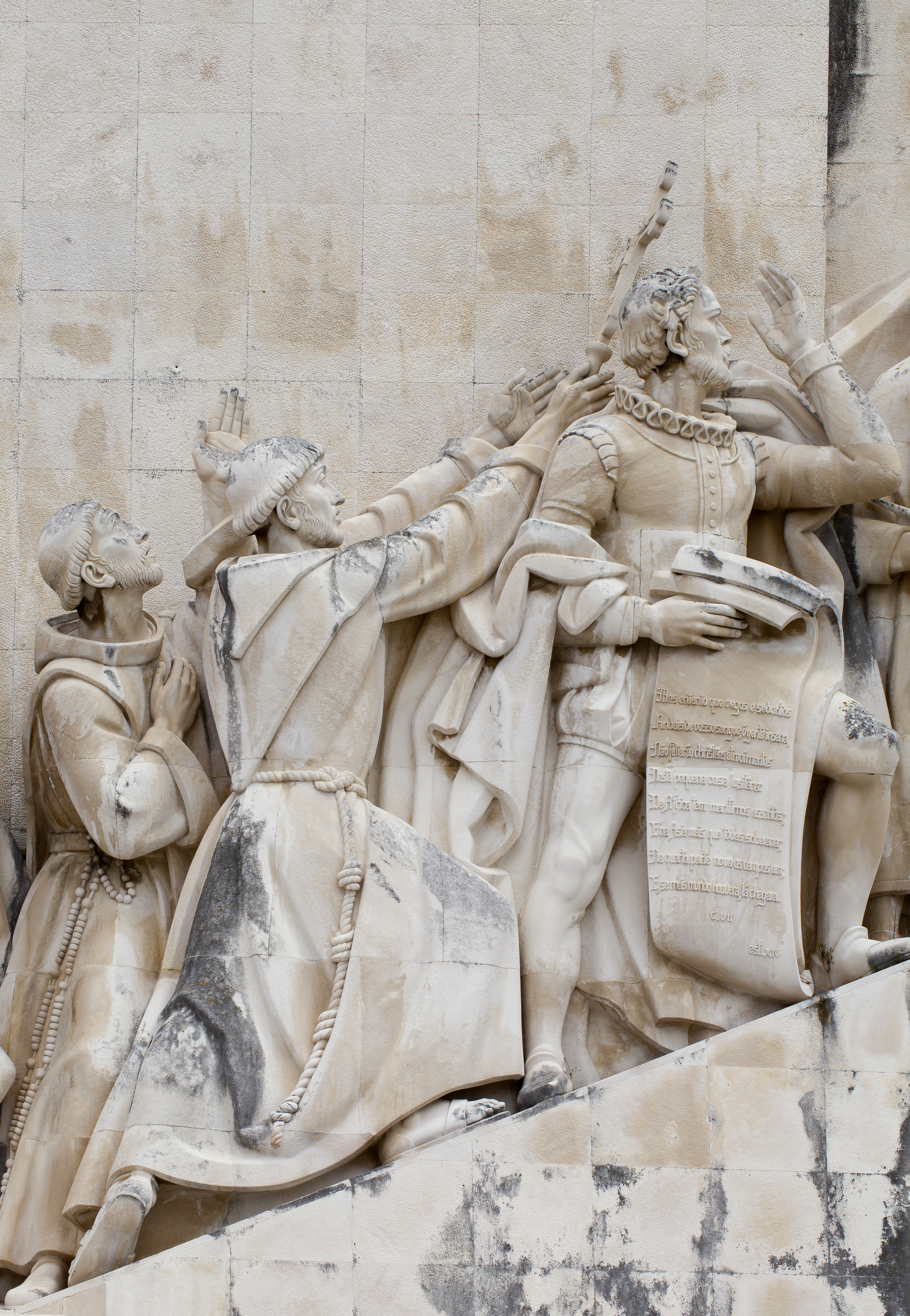
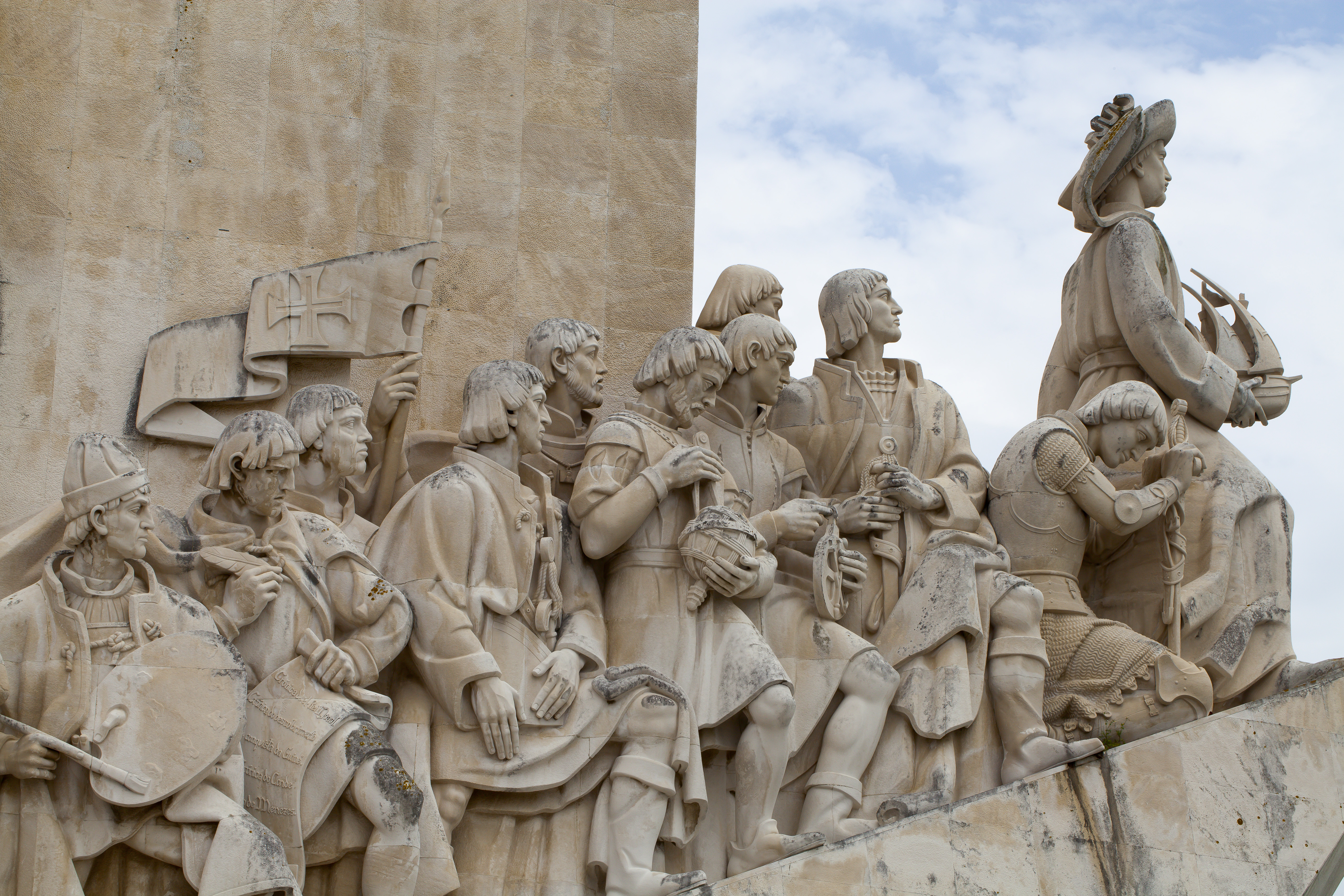
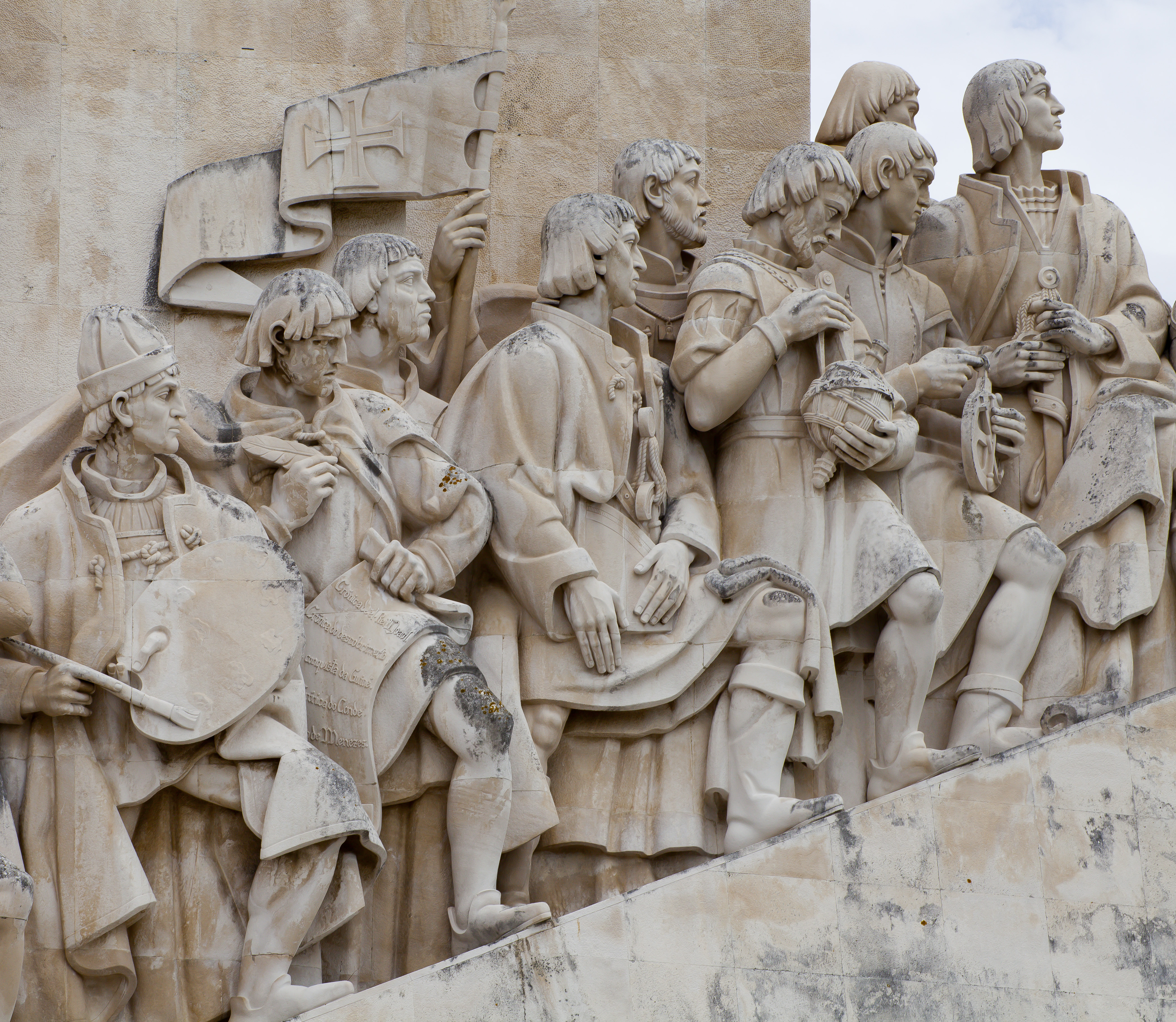
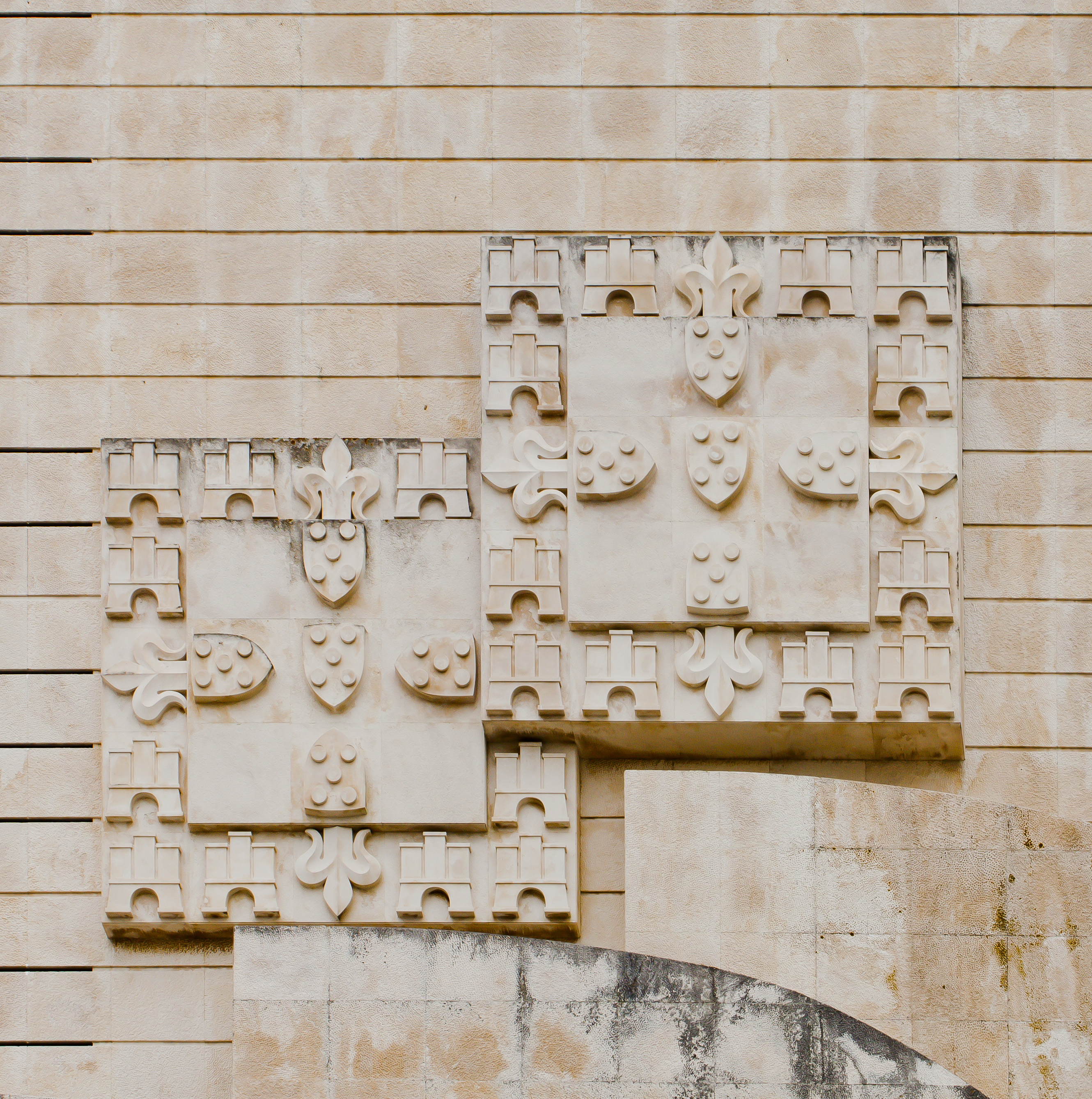
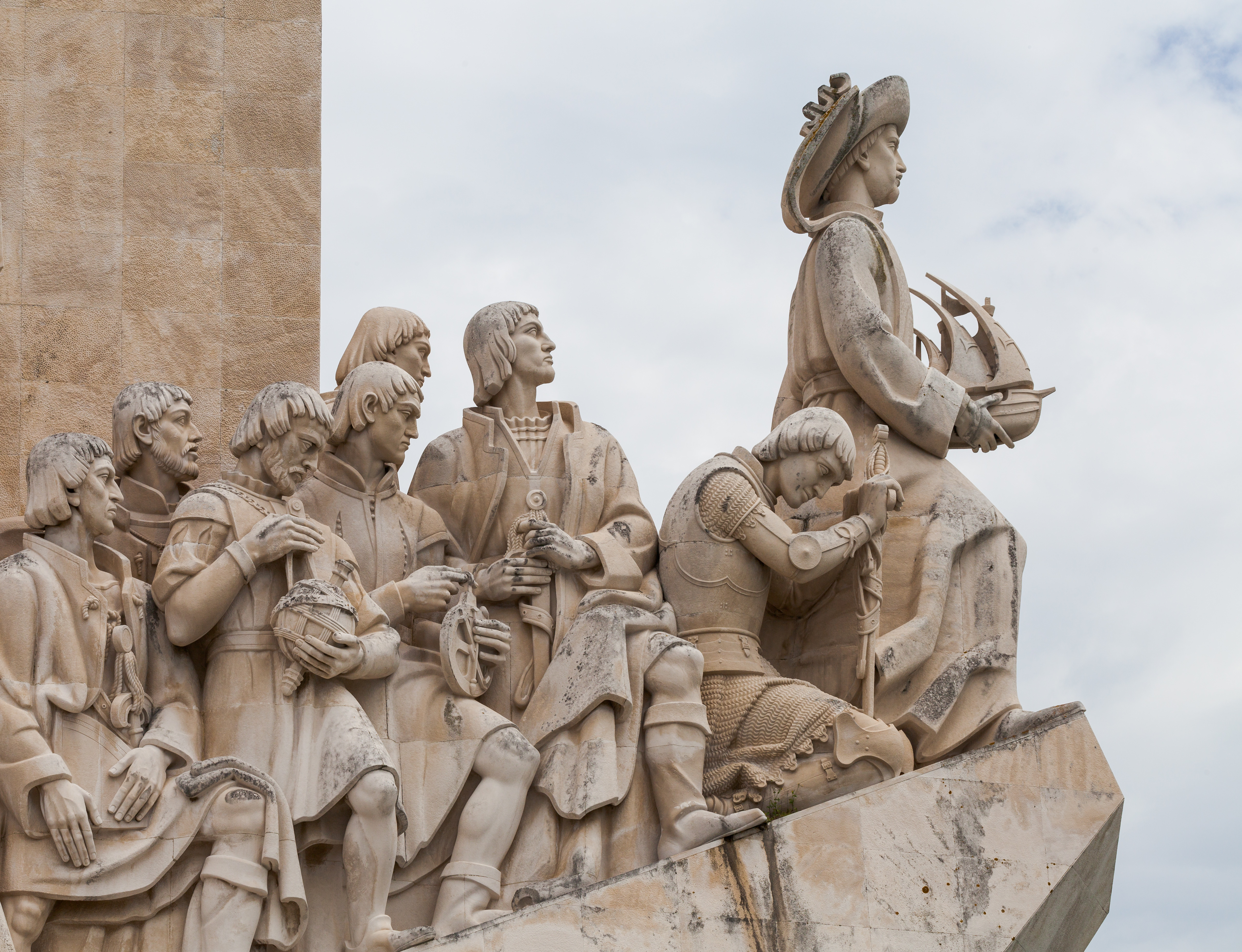
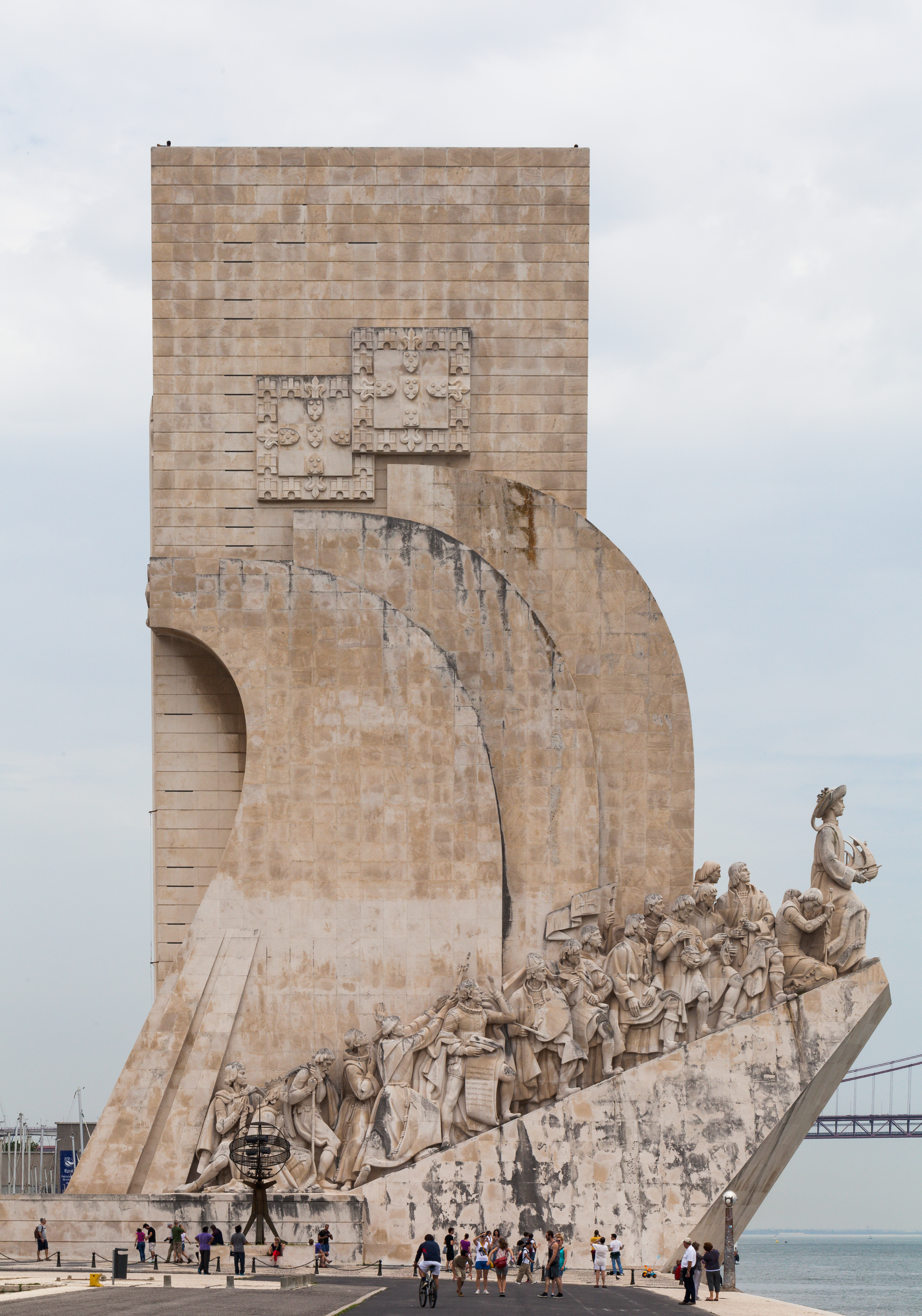
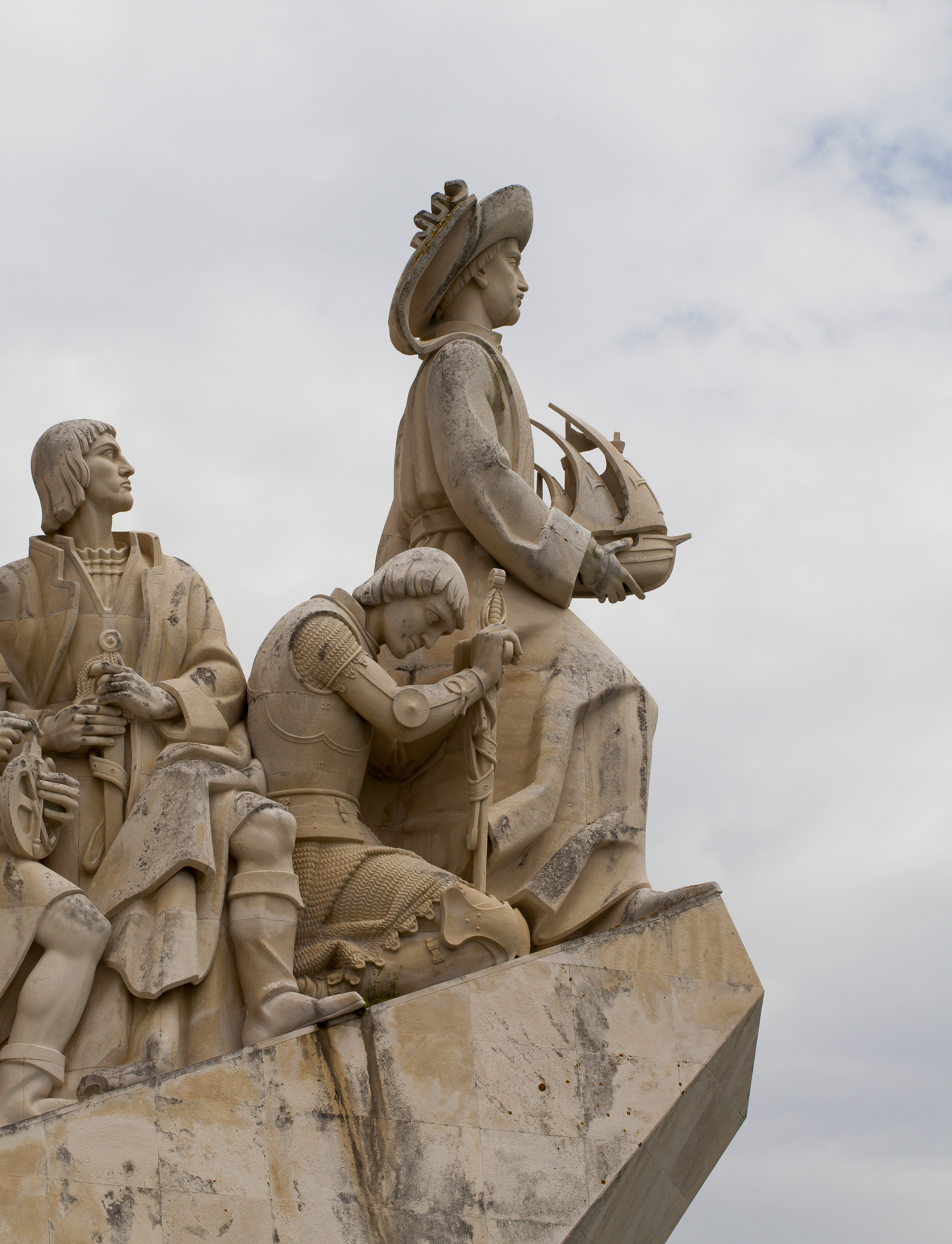
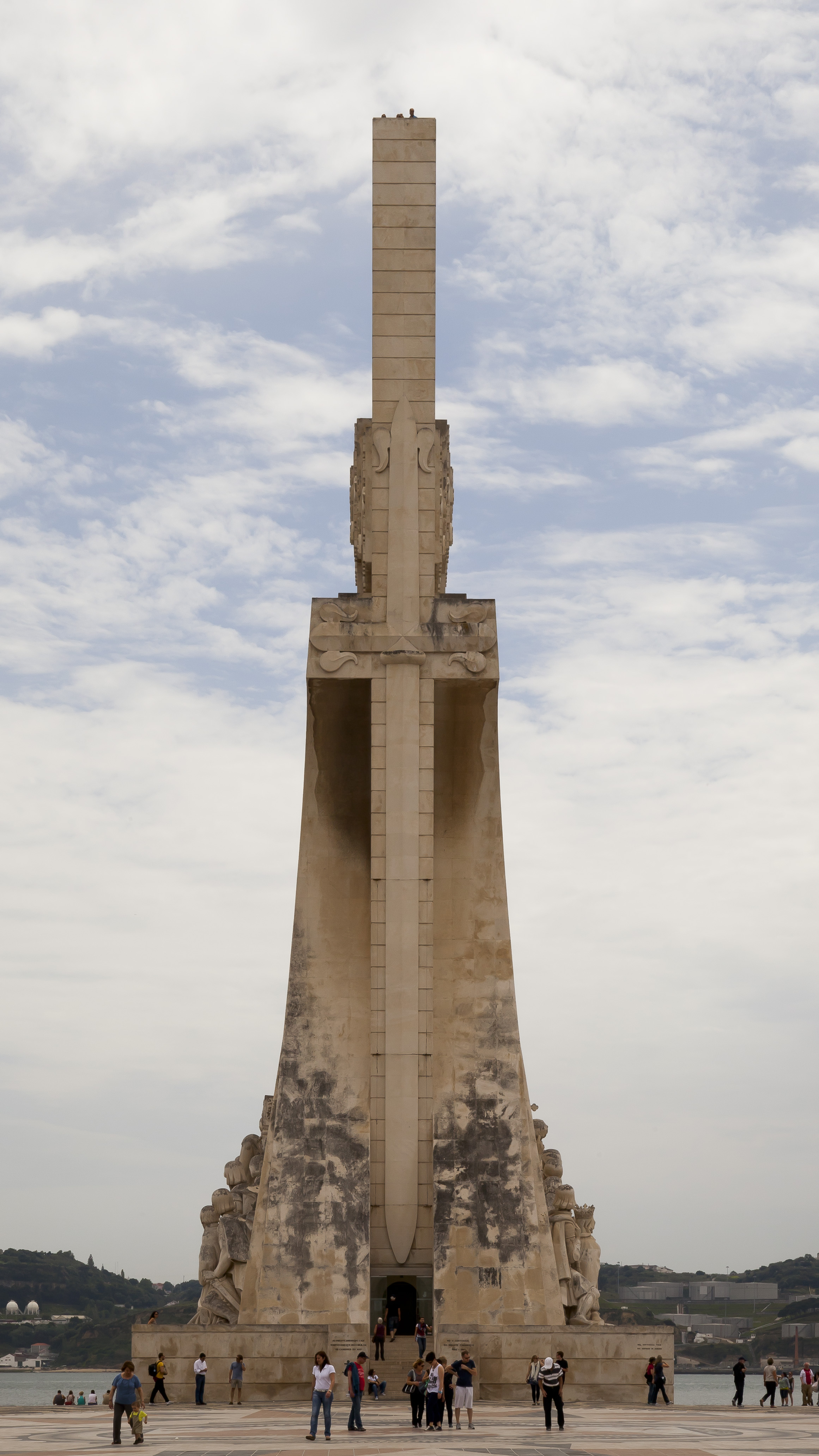
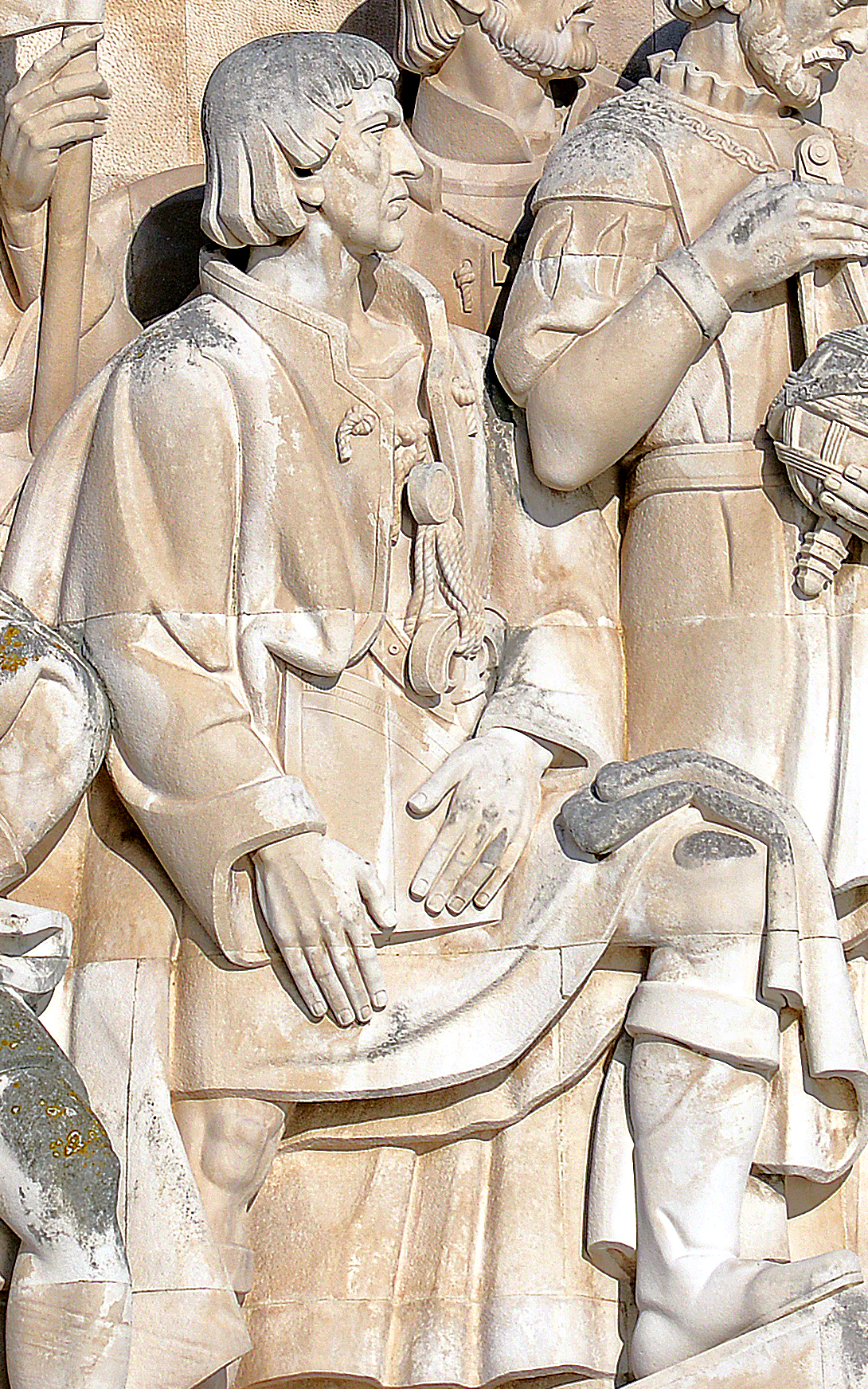
Jacomé de Mallorca